# Augustus Keppel, 1. Viscount Keppel

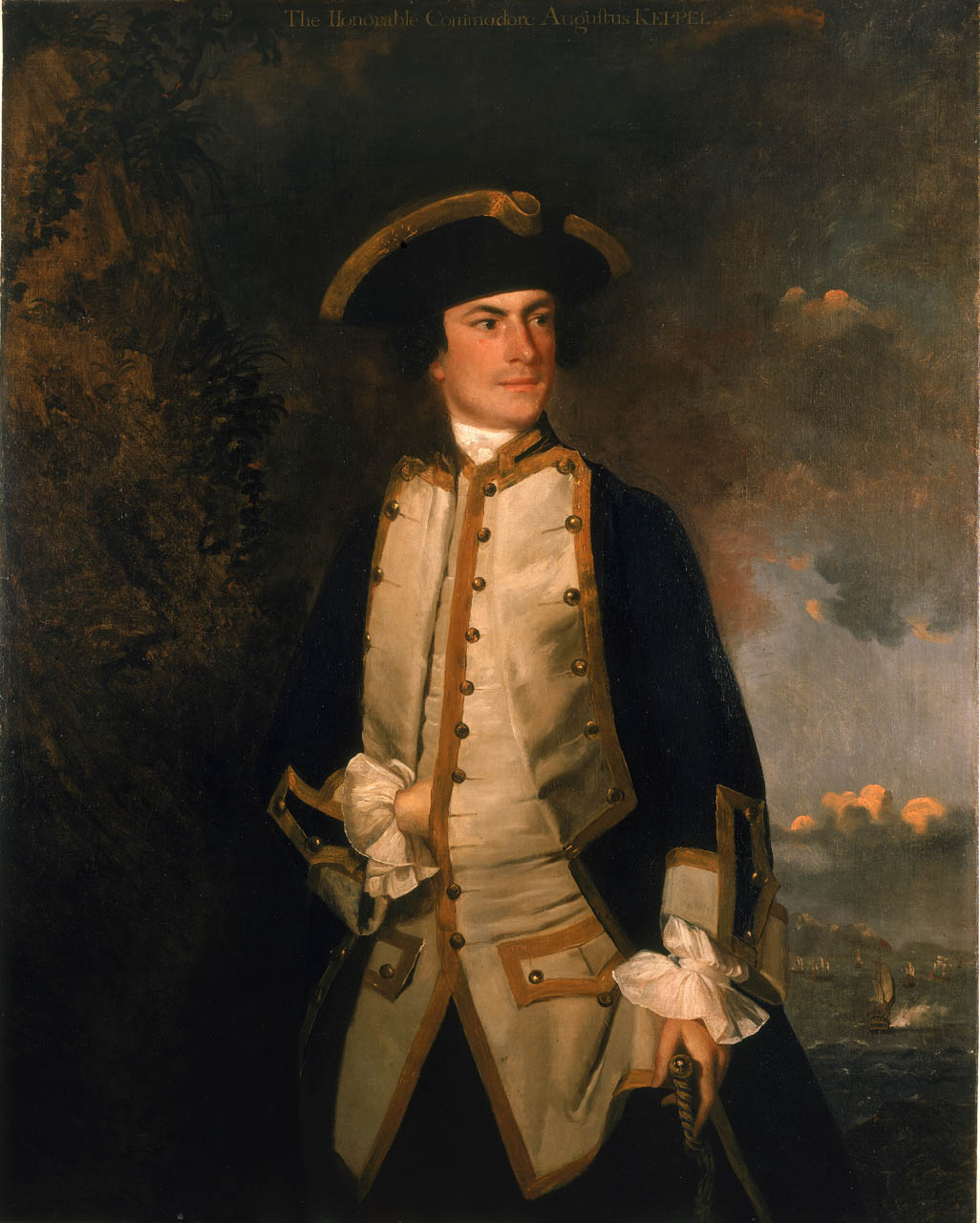
Augustus Keppel (Gemälde von Joshua Reynolds 1749)

Augustus Keppel, 1. Viscount Keppel (* 25. April 1725; † 2. Oktober 1786 in Elveden, Suffolk) war ein britischer Admiral und Politiker. Nach der nicht klar gewonnenen Ersten Schlacht bei Ouessant musste er sich vor einem Kriegsgericht verantworten und wurde freigesprochen. Er war jahrzehntelang Mitglied des House of Commons und zuletzt für kurze Zeit Erster Lord der Admiralität.

## Frühe Jahre
Keppel war ein Nachkomme des aus den Niederlanden stammenden Generals Arnold van Keppel, 1. Earl of Albemarle. Er war der zweite Sohn des Generals Willem van Keppel, 2. Earl of Albemarle. Seine Mutter Lady Anne Lennox war eine Tochter von Charles Lennox, 1. Duke of Richmond.
Er trat 1735 als Midshipman im Alter von zehn Jahren in die Royal Navy ein und diente zunächst mehrere Jahre auf Schiffen im Mittelmeer. Er nahm zwischen 1740 und 1744 an der Weltumsegelung von George Anson teil, wobei er sich während der Plünderung von Paita in Südamerika auszeichnete. Während der Reise wurde er zum kommissarischen Lieutenant befördert. Nach der Rückkehr bestand er das Lieutenantsexamen.
Bereits 1744 wurde Keppel dank seiner Familienbeziehungen Commander und noch im selben Jahr Captain. Er kommandierte mehrere kleinere Schiffe und Fregatten, ehe er 1745 den Befehl über die Maidstone mit 50 Kanonen erhielt. Mit ihr lief er während des Österreichischen Erbfolgekrieges bei der Verfolgung eines französischen Schiffes 1747 bei der Belle-Île auf Grund, wurde von den Franzosen gefangen genommen, bald aber wieder freigelassen. Wegen des Verlustes seines Schiffes kam er vor ein Kriegsgericht, wurde aber freigesprochen.

## Aufstieg zum Konteradmiral
Nach dem Ende des Österreichischen Erbfolgekrieges verdankte er es seinen Beziehungen, dass er weiter in der Flotte dienen konnte. Er wurde 1751 zum Commodore ernannt und diente im Mittelmeer. Keppel wurde mit wenig erfolgreichen Verhandlungen mit dem Dey von Algier beauftragt. Seit 1754 war er in Nordamerika stationiert. Noch vor dem offiziellen Beginn des Siebenjährigen Krieges kämpfte er zusammen mit General Braddock gegen die Franzosen. Zeitweise zurück in England kommandierte er die Swiftsure und die Torbay.
Er war Mitglied des Kriegsgerichts gegen Admiral John Byng. Das Gericht befand den Admiral für schuldig, aber die Richter sprachen sich gegen eine Hinrichtung aus. Keppel merkte bald, dass die Admiralität sich in dieser Frage ablehnend verhielt, und versuchte im House of Commons, dem er angehörte, vergeblich das Leben von Byng zu retten. Keppel wurde der Flotte unter Edward Hawke zugeteilt und war bis 1759 an der Blockade der französischen Küste beteiligt. Er nahm dabei auch an der Seeschlacht in der Bucht von Quiberon teil. Im Jahr 1761 übernahm er das Kommando der Valiant und eines Geschwaders zur Eroberung der Belle-Île. In der Folge patrouillierte er in der Gegend, bis seine Schiffe durch einen starken Sturm beschädigt wurden und das Geschwader nach England zurückkehrte.
Danach war er stellvertretender Kommandeur der Flotte, die unter George Pocock Havanna einnahm. Zusammen mit seinen beiden Brüdern, die bei den Landtruppen dienten, erwarb er bei der Eroberung 75.000 Pfund an Prisengeld. Während der Admiral nach Großbritannien zurückkehrte, kommandierte Keppel das Geschwader, ehe er 1764 ebenfalls nach Europa zurückkam. 1762 war er zum Rear-Admiral befördert worden. Im Jahr 1765 wurde er zum Lord Commissioner bei der Admiralität ernannt. Ein Jahr später eskortierte er Prinzessin Caroline nach Rotterdam zu ihrer Hochzeit mit dem Christian VII., König von Dänemark.

## Politiker und Admiral

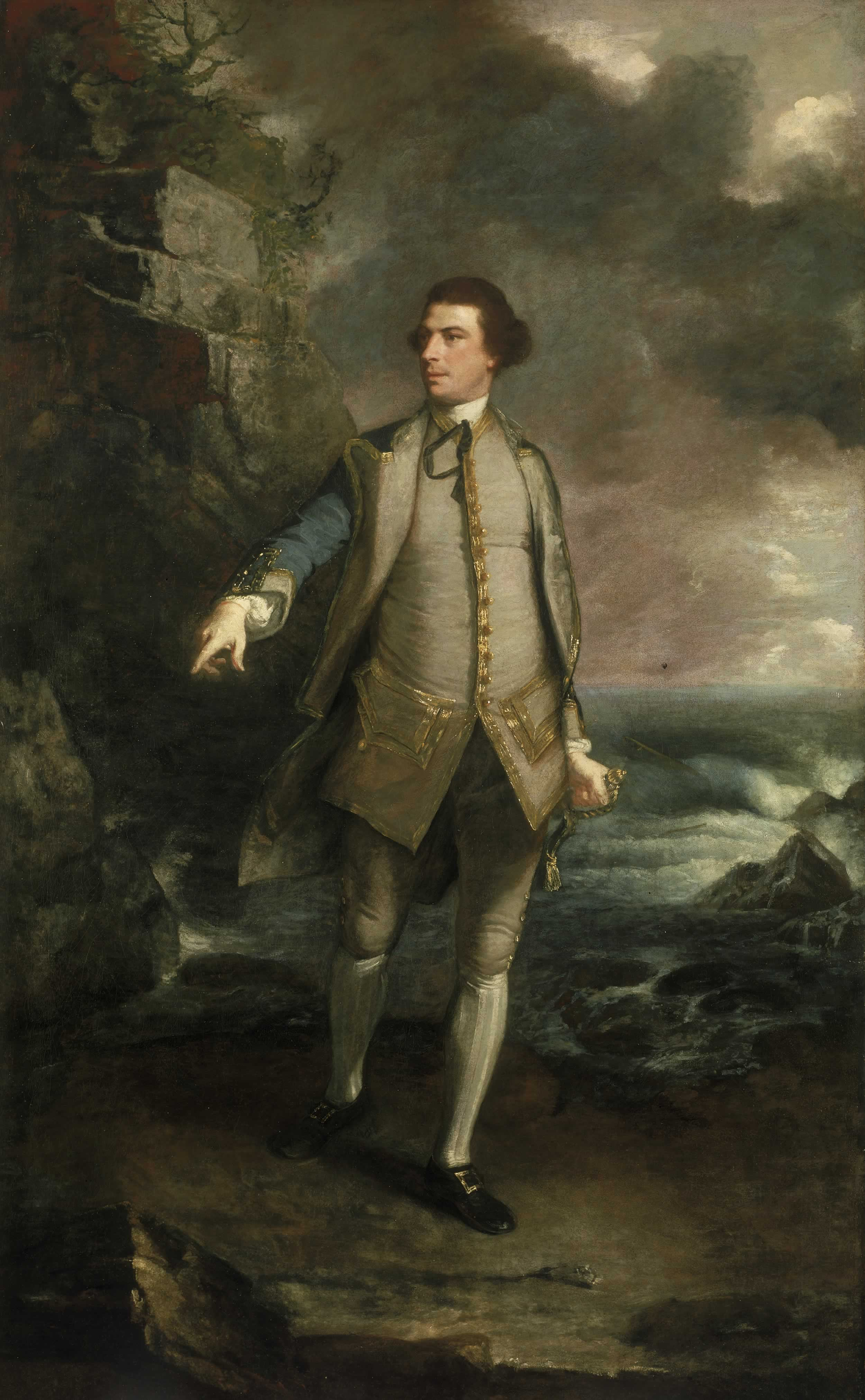
Augustus Keppel in der Pose des Apoll von Belvedere (Gemälde von Joshua Reynolds 1752/53)

Dem House of Commons gehörte Keppel ununterbrochen von 1755 bis 1782 an. Von 1755 bis 1761 war er Abgeordneter für das Borough Chichester, von 1761 bis 1780 für das Borough New Windsor und danach für das County Surrey. Im Parlament schloss er sich den Whigs unter Charles Watson-Wentworth, 2. Marquess of Rockingham, an.
Im Jahr 1770 wurde er zum Vice-Admiral befördert. In den folgenden Jahren blieb er Anhänger der Whigs. Er stand dabei im Gegensatz zum Ersten Lord der Admiralität John Montagu, 4. Earl of Sandwich. Als Whig stand er dem Krieg gegen die Unabhängigkeitsbewegung in Amerika ablehnend gegenüber. Die politischen Spannungen zwischen ihm und Lord Sandwich verschärften sich, als der Posten des Kommandeurs der Royal Marines an einen Unterstützer von Lord Sandwich ging. Seine Beförderung zum Oberbefehlshaber der Kanalflotte sah er als eine Falle seiner politischen Gegner an. Er weigerte sich, gegen die Amerikaner zu kämpfen, und akzeptierte das Kommando erst, als Großbritannien mit Frankreich im Krieg war. Im Jahr 1778 zum Admiral of the Blue befördert, übernahm er den Posten und machte die Victory zu seinem Flaggschiff. Die Flotte war in einem schlechten Zustand und nur wenige Schiffe waren einsatzbereit. Dies führte zu erneuten Konflikten mit Lord Sandwich, bis Keppel aus einem anderen Geschwader einige Schiffe zugeteilt bekam.
Am 27. Juli 1778 kam es zwischen der Kanalflotte und einer französischen Flotte Louis Guillouet d’Orvilliers zur Ersten Schlacht bei Ushant (Schlacht von Ouessant (1778)). Die Schlacht endete ohne klaren Sieg einer der beiden Seiten. Die französische Flotte kehrte ungehindert nach Brest zurück. Es gab auf beiden Seiten Verluste und schwer beschädigte Schiffe.

## Kriegsgerichtsprozess und Ministeramt

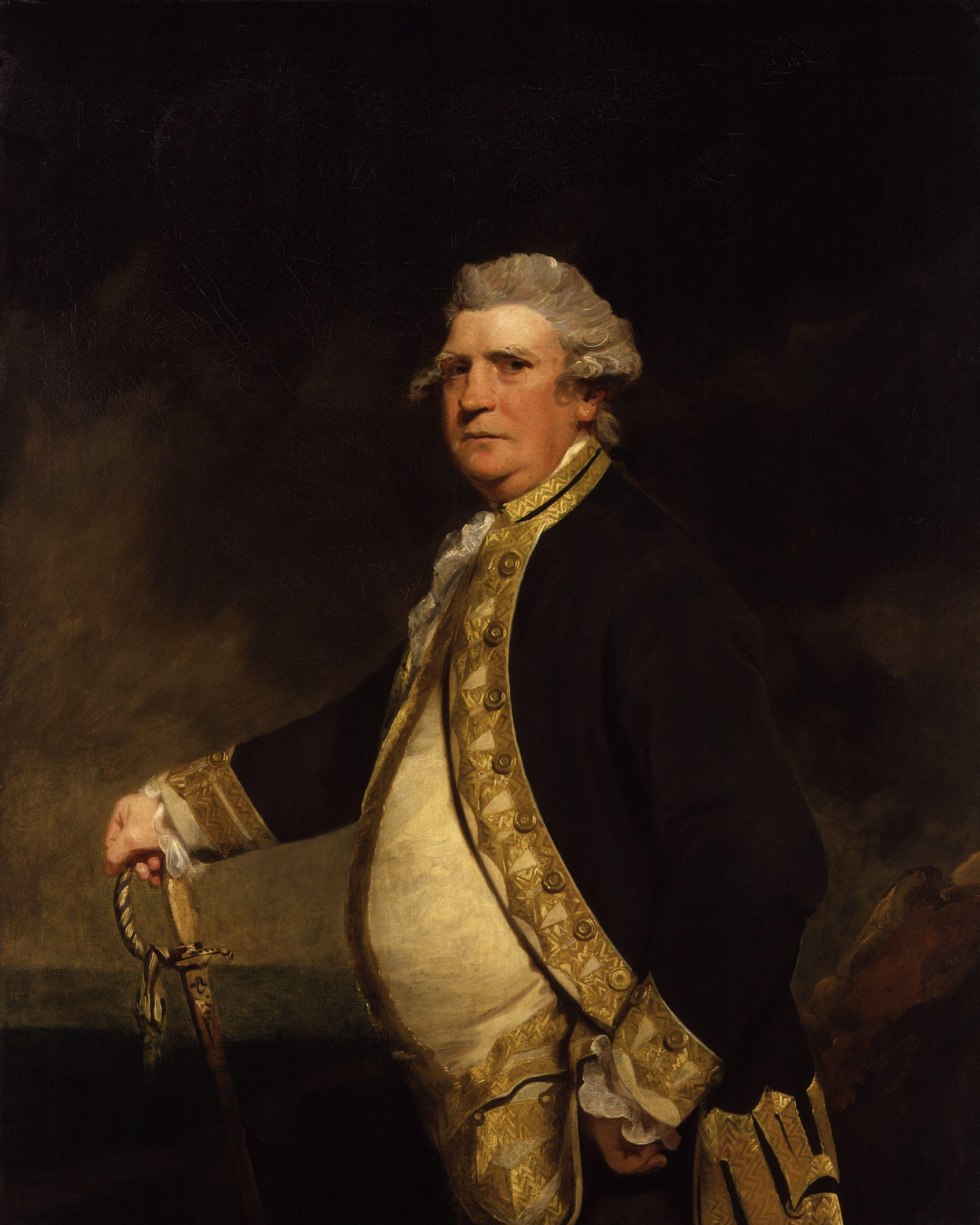
Augustus Keppel, 1. Viscount Keppel (Gemälde von Joshua Reynolds 1779)

In der Öffentlichkeit kam es zu Debatten über die Ereignisse. Verschiedene Schriften griffen Hugh Palliser, einen der untergeordneten Befehlshaber der britischen Flotte, an, warfen ihm Befehlsverweigerung vor und schrieben ihm die Schuld am wenig ruhmreichen Ausgang der Schlacht zu. Palliser bat Keppel die Angelegenheit richtigzustellen. Als dieser nicht reagierte, hat Palliser sich in einer Flugschrift verteidigt. Keppel warf Palliser Befehlsverweigerung vor, während der Keppel Führungsschwäche attestierte.
Im November erreichte der Streit das Parlament. Palliser – ebenfalls Unterhausabgeordneter – verlangte eine Untersuchung der Vorgänge und wurde von Lord Sandwich unterstützt. Es wurden zwei Kriegsgerichtsverfahren gegen Keppel und Palliser eingeleitet. Der Prozess gegen Keppel dauerte seit dem 7. Januar 1779 siebenundzwanzig Tage. Bei einer Verurteilung drohte Keppel die Todesstrafe. In der Öffentlichkeit erhielt Keppel Unterstützung von den Whigs. Diese nutzten die Gelegenheit, um mit den zum Nationalhelden stilisierten Keppel die Regierung North anzugreifen. Keppel wurde schließlich freigesprochen. Palliser wurde auch entlastet, verlor aber kurz darauf seinen Posten als Kommandeur der Royal Marines und auch seinen Parlamentssitz.
Keppel bekam kein neues Kommando und wurde in den Ruhestand versetzt. Daraufhin quittierten zahlreiche Marineoffiziere aus Solidarität ebenfalls den Dienst. Dadurch wurde die Schlagkraft der Flotte im Amerikanischen Unabhängigkeitskrieg geschwächt. Im Jahr 1782 wurde er zum Admiral of the White befördert und wurde noch einmal Commissioner of the Admiralty. Am 22. April 1782 wurde er als Viscount Keppel, of Elveden in the County of Suffolk, zum erblichen Peer erhoben und dadurch Mitglied des House of Lords. Keppel griff als Oppositionsabgeordneter die Toryregierung in Marinefragen im Parlament scharf an. Nach dem Sturz der Regierung 1782 und der Bildung einer Regierung der Whigs wurde Keppel im Kabinett Erster Lord der Admiralität, d. h. Marineminister. Nach dem Sturz der Regierung 1783 zog er sich aus dem öffentlichen Leben zurück. Er zog sich zur Erholung nach Neapel zurück. Weil er unverheiratet und ohne legitime Nachkommen starb, erlosch sein Titel mit ihm. Er hinterließ eine uneheliche Tochter, Elizabeth Keppel († 1821), die 1787 Captain Thomas Meyrick heiratete.

## Gemälde und Nachleben
Von Keppel sind mehrere Porträtgemälde erhalten. Joshua Reynolds malte ihn 1749 zum ersten Mal im Mittelmeer zum Dank, dass Keppel ihn mitgenommen und so seine Reise nach Italien ermöglicht hatte. Es folgte 1752 ein Gemälde mit Keppel in der Pose des Apolls von Belvedere. Ein weiteres Mal malte ihn Reynolds 1779 im Zusammenhang mit dem Prozess gegen Keppel. Das Porträt war dabei Teil der Propaganda der Whigs.
Nach Keppel sind verschiedene geographische Objekte wie die Keppel Islands und die Keppel Bay in Australien oder die zu den Falklandinseln gehörende Keppel Island benannt. Die Royal Navy benannte den 1925 bis 1945 im Dienst stehenden Zerstörer HMS Keppel nach ihm.